# Мануель Аарон
Мануе́ль Ааро́н (англ. Manuel Aaron; *30 грудня 1935, Таунгу, Бірма) — індійський шахіст. Міжнародний майстер (1961).

## Біографічні дані
Перший індійський шахіст, який став міжнародним майстром. Відповідальний секретар Всеіндійської шахової федерації. Член ЦК ФІДЕ (від 1986). Почесний редактор журналу «Чесс мейт» («Chess Mate») — першого шахового журналу в Азії.

## Основні спортивні досягнення
- 9-разовий чемпіон Індії (1959, 1961, 1969, 1971, 1972, 1973, 1974, 1976 і 1981).
- Учасник міжзонального турніру в Стокгольмі (1962) — 23-є місце (виграв у Лайоша Портіша та Вольфганга Ульмана).
- 5—6-е місце на міжнародному турнірі країн Азії в Ашхабаді (1961).

## Зміни рейтингу
| На цьому місці має відображатися графік чи діаграма, однак з технічних причин його відображення наразі вимкнено. Будь ласка, не видаляйте код, який викликає це повідомлення. Розробники вже працюють для того, щоби відновити штатне функціонування цього графіка або діаграми. | |
| | На цьому місці має відображатися графік чи діаграма, однак з технічних причин його відображення наразі вимкнено. Будь ласка, не видаляйте код, який викликає це повідомлення. Розробники вже працюють для того, щоби відновити штатне функціонування цього графіка або діаграми. |

## Електронні джерела
- Мануель Аарон. Вибрані шахові партії [Архівовано 1 жовтня 2007 у Wayback Machine.] (англійською мовою)
- ФІДЕ. Персональна картка гравця (англійською мовою)

| Шахіст | Це незавершена стаття про шахіста або шахістку. Ви можете допомогти проєкту, виправивши або дописавши її. |

1. ↑  Рейтинг Ело зі списків ФІДЕ. Джерело: fide.com (дані з 2001 року), benoni.de, olimpbase.org (дані 1971—2001 років)